# Bluewaters Island
Bluewaters Island is een kunstmatig eiland op ca. 500 meter van de kustlijn voor de Jumeirah Beach Residence in Dubai Marina, in de stad Dubai, Verenigde Arabische Emiraten.
Het project werd goedgekeurd door Mohammed bin Rashid Al Maktoum, vice-president en premier van de VAE en heerser van Dubai, en de plannen werden onthuld op 13 februari 2013. Het werd aangelegd door Meraas Holding met baggerwerkzaamheden uitgevoerd door Van Oord, het Nederlandse bedrijf dat ook bekend staat om zijn werk aan het naastgelegen Palm Jumeirah.
Het eiland heeft entertainment-, horeca-, woon- en winkelgebieden en zal naar verwachting jaarlijks meer dan drie miljoen bezoekers trekken. Er zijn twee vijfsterrenhotels met directe toegang tot het strand. Bluewaters heeft ook ongeveer 200 horecagelegenheden en winkels die zijn gevestigd op de begane grond van de woongebouwen en in de entertainmentgedeelten van het eiland. Het totale aantal woongebouwen op het eiland is 10. Elk van deze gebouwen wordt beschouwd als middelhoog en heeft 15 verdiepingen of minder.

## Ain Dubai
Van de totale kosten van het project ter waarde van $1,6 miljard, werd naar schatting $270 miljoen besteed aan de oprichting van de hoofdattractie: een 250 meter hoog reuzenrad genaamd de Ain Dubai, geïnspireerd op de 135 meter hoge London Eye in het Verenigd Koninkrijk. De bouw begon op 20 mei 2013. De eerste delen van het project werden geopend in november 2018. Het reuzenrad werd geopend op 21 oktober 2021. Het reuzenrad kan tot wel 1.750 passagiers vervoeren in de 48 capsules en biedt uitzicht op de jachthaven van Dubai en bezienswaardigheden zoals Burj Al Arab, Palm Jumeirah en Burj Khalifa.

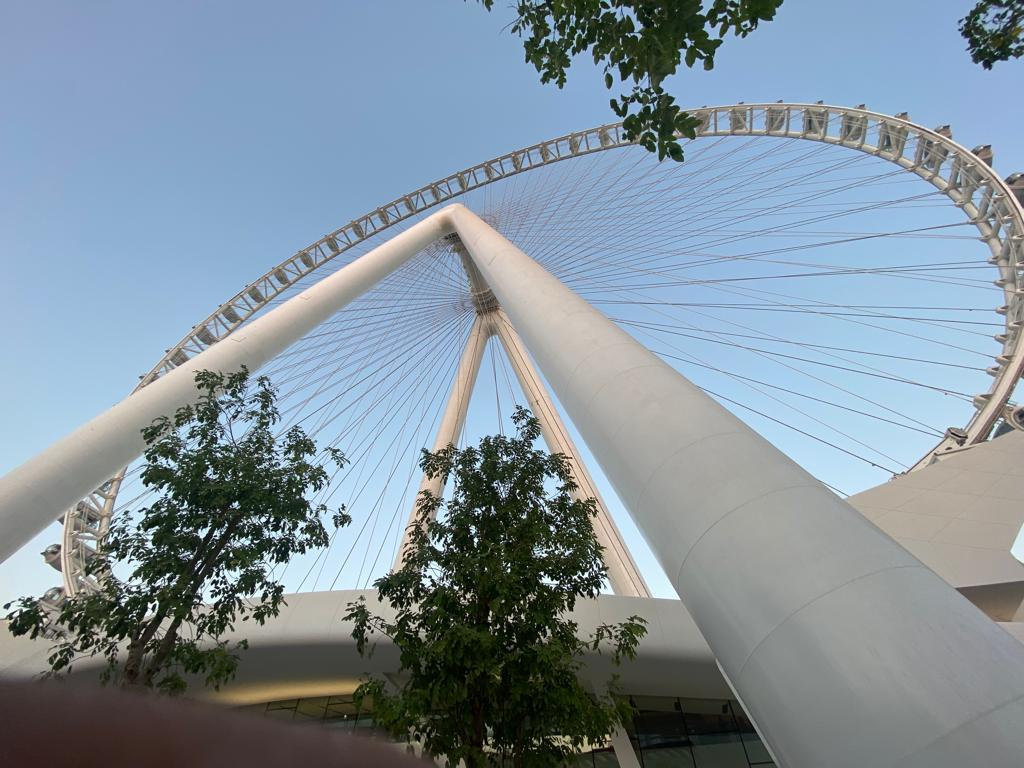
Ain Dubai in 2021

Volgens de plannen zal het eiland een directe verbinding krijgen met Sheikh Zayed Road, een monorail die aansluit op de metro van Dubai, een voetgangersbrug en een kabelbaan naar Jumeirah Beach Residence in Dubai Marina.